# Walter Schweizer (Politiker)
Walter Schweizer (* 19. Dezember 1919 in Kemnat (heute Stadtteil von Ostfildern); † 5. Dezember 2011 in Leinfelden-Echterdingen) war ein deutscher Kommunalpolitiker.

## Wirken
Walter Schweizer war von 1962 bis 1975 Bürgermeister von Echterdingen und von 1975 bis 1985 Oberbürgermeister von Leinfelden-Echterdingen. Ihm folgte Wolfgang Fischer nach. Am 6. Dezember 1985 wurde ihm das Ehrenbürgerrecht der Stadt Leinfelden-Echterdingen verliehen.
Zu Ehren von Walter Schweizer trägt das Kulturforum Goldäcker in Echterdingen Schweizers Namen. Die offizielle Umbenennung fand am 13. September 2013 in Beisein seiner Witwe Lotte Schweizer statt.
Walter Schweizer starb zwei Wochen vor seinem 92. Geburtstag.